# مجلة كلية الآداب بالجامعة المصرية
مجلة كلية الآداب بالجامعة المصرية هي مجلة نصف سنوية علمية مصرية سابقة مقرها مدينة القاهرة، كانت تصدرها كلية الآداب بالجامعة المصرية في ذلك الوقت، والتي سُميت فيما بعد "كلية الآداب جامعة فؤاد الأول"، ثم كلية الآداب جامعة القاهرة، تم نشر إجمالي عشرة مجلدات، وكانت تُصدر مرة واحدة كل ستة أشهر، كانت المجلة مُقسمة إلى قسم عربي وآخر أوروبي، نُشرت بها المقالات باللغات العربية والإنجليزية والفرنسية، ركزت المجلة على الأحداث التاريخية، والترجمات من اللغات المختلفة إلى العربية، ودراسة أعمال العلماء العرب وكتاباتهم، بالإضافة إلى الفلسفة والشعر واللغات القديمة. كما تخصصت المجلة في مواضيع مختلفة تتعلق بمصر، مثل التاريخ والثقافة والتطور الاجتماعي. توقفت المجلة عن الصدور بين مايو 1937 ومايو 1941، ثم صدر عددها الأخير سنة 1942.

## وصلات خارجية
- المجلد الرابع من المجلة.